# Stanislav Kulhánek
Stanislav Kulhánek (28. května 1885 Kladno – 15. dubna 1970 tamtéž) byl český grafik, ilustrátor a pedagog, spoluparacoval také s kladenským tiskařem a vydavatelem Jaroslavem Šnajdrem.